# Olympische Winterspiele 2014/Snowboard – Snowboardcross (Frauen)
Der Snowboardcross-Wettbewerb der Frauen bei den Olympischen Winterspielen 2014 wurde am 16. Februar 2014 im Rosa Chutor Extreme Park ausgetragen.
Die Tschechin Eva Samková wurde Olympiasiegerin vor der Kanadierin Dominique Maltais, welche bereits 2006 in Turin in dieser Disziplin die Bronzemedaille gewann. Die Bronzemedaille sicherte sich Chloé Trespeuch aus Frankreich.

## Resultat

### Platzierungsrunde
| Rang | Athletin              | Nation             | Läufe (min) | Läufe (min) | Bester Lauf (min) |
| Rang | Athletin              | Nation             | 1           | 2           | Bester Lauf (min) |
| ---- | --------------------- | ------------------ | ----------- | ----------- | ----------------- |
| 01   | Eva Samková           | Tschechien         | 1:20,61     | –           | 1:20,61           |
| 02   | Lindsey Jacobellis    | Vereinigte Staaten | 1:21,40     | –           | 1:21,40           |
| 03   | Dominique Maltais     | Kanada             | 1:22,26     | –           | 1:22,26           |
| 04   | Maëlle Ricker         | Kanada             | 1:22,44     | –           | 1:22,44           |
| 05   | Charlotte Bankes      | Frankreich         | 1:23,12     | –           | 1:23,12           |
| 06   | Yuka Fujimori         | Japan              | 1:23,22     | –           | 1:23,22           |
| 07   | Belle Brockhoff       | Australien         | 1:23,22     | –           | 1:23,22           |
| 08   | Nelly Moenne-Loccoz   | Frankreich         | 1:23,50     | –           | 1:23,50           |
| 09   | Faye Gulini           | Vereinigte Staaten | 1:23,96     | –           | 1:23,96           |
| 10   | Sandra Daniela Gerber | Schweiz            | 1:24,10     | –           | 1:24,10           |
| 11   | Alexandra Schekowa    | Bulgarien          | 1:24,29     | –           | 1:24,29           |
| 12   | Isabel Clark Ribeiro  | Brasilien          | 1:24,31     | –           | 1:24,31           |
| 13   | Chloé Trespeuch       | Frankreich         | 1:24,47     | 1:23,43     | 1:23,43           |
| 14   | Zoe Gillings          | Großbritannien     | 1:24,72     | 1:23,78     | 1:23,78           |
| 15   | Torah Bright          | Australien         | 1:25,32     | 1:23,96     | 1:23,96           |
| 16   | Déborah Anthonioz     | Frankreich         | 1:24,78     | 1:24,23     | 1:24,23           |
| 17   | Maria Ramberger       | Österreich         | 1:24,55     | 1:24,45     | 1:24,45           |
| 18   | Michela Moioli        | Italien            | 1:24,72     | DNS         | 1:24,72           |
| 19   | Raffaella Brutto      | Italien            | 1:25,11     | DNS         | 1:25,11           |
| 20   | Simona Meiler         | Schweiz            | 1:25,17     | 1:25,47     | 1:25,17           |
| 21   | Susanne Moll          | Österreich         | 1:25,43     | DSQ         | 1:25,43           |
| 22   | Bell Berghuis         | Niederlande        | 1:28,19     | 1:28,70     | 1:28,19           |
| 23   | Helene Olafsen        | Norwegen           | DNF         | DNS         | DNF               |
| 24   | Jacqueline Hernandez  | Vereinigte Staaten | DNF         | DNS         | DNF               |

### Viertelfinale

#### Viertelfinale 1
| Rang | Athletin             | Nation             |
| ---- | -------------------- | ------------------ |
| 1    | Eva Samková          | Tschechien         |
| 2    | Nelly Moenne-Loccoz  | Frankreich         |
| 3    | Faye Gulini          | Vereinigte Staaten |
| 4    | Déborah Anthonioz    | Frankreich         |
| 5    | Maria Ramberger      | Österreich         |
| DNS  | Jacqueline Hernandez | Vereinigte Staaten |

#### Viertelfinale 2
| Rang | Athletin             | Nation     |
| ---- | -------------------- | ---------- |
| 1    | Chloé Trespeuch      | Frankreich |
| 2    | Simona Meiler        | Schweiz    |
| 3    | Susanne Moll         | Österreich |
| 4    | Isabel Clark Ribeiro | Brasilien  |
| 5    | Charlotte Bankes     | Frankreich |
| DNF  | Maëlle Ricker        | Kanada     |

#### Viertelfinale 3
| Rang | Athletin           | Nation         |
| ---- | ------------------ | -------------- |
| 1    | Dominique Maltais  | Kanada         |
| 2    | Alexandra Schekowa | Bulgarien      |
| 3    | Zoe Gillings       | Großbritannien |
| 4    | Raffaella Brutto   | Italien        |
| 5    | Bell Berghuis      | Niederlande    |
| 6    | Yuka Fujimori      | Japan          |

##### Viertelfinale 4
| Rang | Athletin              | Nation             |
| ---- | --------------------- | ------------------ |
| 1    | Lindsey Jacobellis    | Vereinigte Staaten |
| 2    | Michela Moioli        | Italien            |
| 3    | Belle Brockhoff       | Australien         |
| 4    | Sandra Daniela Gerber | Schweiz            |
| 5    | Torah Bright          | Australien         |
| DNS  | Helene Olafsen        | Norwegen           |

### Halbfinale

#### Halbfinale 1
| Rang | Athletin            | Nation             |
| ---- | ------------------- | ------------------ |
| 1    | Eva Samková         | Tschechien         |
| 2    | Chloé Trespeuch     | Frankreich         |
| 3    | Faye Gulini         | Vereinigte Staaten |
| 4    | Nelly Moenne-Loccoz | Frankreich         |
| DSQ  | Susanne Moll        | Österreich         |
| DSQ  | Simona Meiler       | Schweiz            |

#### Halbfinale 2
| Rang | Athletin           | Nation             |
| ---- | ------------------ | ------------------ |
| 1    | Dominique Maltais  | Kanada             |
| 2    | Alexandra Schekowa | Bulgarien          |
| 3    | Michela Moioli     | Italien            |
| 4    | Zoe Gillings       | Großbritannien     |
| 5    | Belle Brockhoff    | Australien         |
| 6    | Lindsey Jacobellis | Vereinigte Staaten |

### Finale

#### Großes Finale
| Rang | Athletin           | Nation             |
| ---- | ------------------ | ------------------ |
| 1    | Eva Samková        | Tschechien         |
| 2    | Dominique Maltais  | Kanada             |
| 3    | Chloé Trespeuch    | Frankreich         |
| 4    | Faye Gulini        | Vereinigte Staaten |
| 5    | Alexandra Schekowa | Bulgarien          |
| DNF  | Michela Moioli     | Italien            |

#### Kleines Finale
| Rang | Athletin            | Nation             |
| ---- | ------------------- | ------------------ |
| 1    | Lindsey Jacobellis  | Vereinigte Staaten |
| 2    | Belle Brockhoff     | Australien         |
| 3    | Zoe Gillings        | Großbritannien     |
| 4    | Simona Meiler       | Schweiz            |
| 5    | Nelly Moenne-Loccoz | Frankreich         |
| DNS  | Susanne Moll        | Österreich         |